# Gustav Roth (Forstmeister)
Gustav Roth (* 4. November 1816 auf dem Hof Johannisburg in Obershausen; † 7. September 1884 in Wörsdorf) war ein deutscher Oberförster und Mitglied des Nassauischen Kommunallandtags.

## Leben
Gustav Roth wurde als Sohn des Oberförsters Georg August Roth und dessen Ehefrau Friederike Dorothea Roth, geborene Müller, geboren.
Von 1833 bis 1837 absolvierte er ein Studium der Forstwissenschaften an der Justus-Liebig-Universität Gießen und bestand in Nassau die forstliche Staatsprüfung mit Auszeichnung.
Es schloss sich eine über 25-jährige Tätigkeit in der Oberförsterei Johannisburg an, wo er zunächst Gehilfe seines Vaters und später Revierverwalter war. Am 1. Juli 1846 erhielt er die Ernennung zum Oberförster. Zum 1. Juli 1863 wurde er zum Forstbeamten des Forstinspektionsbezirks Nastätten ernannt.
Nach der Annexion des Herzogtums Nassau durch Preußen im Jahre 1866 wurde Roth zum 26. Oktober 1867 als königlicher Forstmeister in das Regierungskollegium Wiesbaden aufgenommen.
Von 1868 bis 1873 hatte er ein Mandat für den Nassauischen Kommunallandtag und war bis 1869 als Vertreter des Abgeordneten Wilhelm Freiherr von Schenk zu Hermannstein und Sorge in dem Parlament.
Wegen seiner beruflichen Erfahrung wurde er 1869 an der Reorganisation der Forstverwaltung beteiligt.
Roth war kommunalpolitisch engagiert und bis 1883 Mitglied des Kreistages des Unterlahnkreises.
Er  starb während einer Dienstreise in den Untertaunus.